# Mémoire non volatile
Une mémoire non volatile est une mémoire informatique qui conserve ses données en l'absence d'alimentation électrique.
On distingue plusieurs types de mémoires non volatiles :
- les mémoires à base de papier, par exemple les rubans perforés et les cartes perforées ;
- les mémoires à base de semi-conducteurs, par exemple les mémoires mortes (ROM), les mémoires RAM non volatiles (NVRAM) et la mémoire flash (équipant les SSD et clés USB) ;
- les mémoires utilisant un support magnétique, par exemple les bandes magnétiques, les disquettes (floppy disks) et les disques durs (hard disks) ;
- les mémoires utilisant une surface réfléchissante lue par un laser, par exemple les CD et les DVD.

D'un certain de point de vue très inférieures en durabilité aux supports de pierre (gravure et lithogravure), de parchemin ou de papier (écriture) ou même la pellicule (microphotographie ou photographie), les mémoires informatiques (disque dur, CD, clef USB, disquettes ou bandes magnétiques...) ne peuvent être garanties que pour quelques décennies, et souvent dans des milieux protégés et spécifiques. Le taux de remplacement ou turn-over ne peut souvent être assuré au-delà d'un facteur 100 pour les technologies les plus rapides, d'autant plus méconnues qu'elles sont récentes.
Les possibilités de stockage sur des supports minéraux (quartz minéral...) ou dans des brins d'ADN reconstitué artificiellement paraissent d'emblée plus pérennes, mais ce sont des outils encore au stade de la recherche appliquée.

## Vidéographie
- Nos ordinateurs ont-ils la mémoire courte ? Documentaire de Vincent Amouroux, Zed distribution, Année 2014, vidéo de 52 minutes Diffusion Arte vendredi 11 décembre à 22h30.